# Плитняк
Плитняк (рос. плитняк, англ. flagstone, flag, fieldstone, нім. plattiges Stück n (Aufgabegut n), Plattenstein m) — гірська порода, що розпадається на окремі плити по паралельних площинах. В осадових породах плитнякова окремість утворена тріщинами, звичайно пов'язаними з площинами нашарування, у вивержених — тріщинами, що виникають за певних умов охолодження або вивітрювання породи. Частіше за все П. представлений вапняковою або піщаною породою і використовувався в давнину для зведення стін і настелення (брукування) доріг. Товщина плит 30–60 мм.